# Nguyễn Thị Nhãn
Nguyễn Thị Nhãn (sinh 1954) là đại biểu Quốc hội Việt Nam khóa X. Bà thuộc đoàn đại biểu Tiền Giang.
Tên thường gọi: Nguyễn Thị Nhãn
Ngày sinh: 4/3/1954
Giới tính: Nữ
Dân tộc: Kinh
Tôn giáo: Không
Quê quán: Xã Vĩnh Hựu, huyện Gò Công Tây, Tiền Giang
Trình độ chuyên môn: Cử nhân Luật
Nghề nghiệp, chức vụ: Tỉnh uỷ viên, Ủy viên Ban chấp hành Hội nông dân Việt Nam, Chủ tịch Hội Nông dân Việt Nam tỉnh Tiền Giang, Ủy viên Ủy ban về các vấn đề xã hội của Quốc hội
Nơi làm việc: Hội Nông dân tỉnh Tiền Giang
Nơi ứng cử: Tiền Giang
Đại biểu Quốc hội khoá: X
Đại biểu chuyên trách: Không
Đại biểu Hội đồng Nhân dân: Không